# Fumiko Orikasa
Fumiko Orikasa (折笠 富美子, Orikasa Fumiko, nascida em 27 de dezembro de 1974, Tóquio) é uma seiyū e cantora.

## Discografia

### Singles
| #   | Information                                                           |
| --- | --------------------------------------------------------------------- |
| 1st | Rinne no Hate Ni... (輪廻の果てに…) - Lançamento: 6 de novembro, 2003 |
| 2nd | Sweetie - Lançamento: 24 de maio, 2006                                |

### Álbum
| #   | Information                                                      |
| --- | ---------------------------------------------------------------- |
| 1st | Lune - Lançamento: 21 de janeiro , 2004                          |
| 2nd | Flower - Lançamento: 14 de setembro, 2005                        |
| 3rd | Uraraka easy (うららか easy) - Lançamento: 21 de dezembro , 2007 |